# Millionbøf
Millionbøf er en dansk ret med hakket oksekød, der kan serveres med både spaghetti, kogte kartofler og kartoffelmos m.m. Retten består i basisversionen af en brun sovs, typisk opbagt, bestående af en klat smør, lidt mel, vand og brun sovsekulør; tilsat det stegte hakkede oksekød. Retten kan selvfølgelig krydres efter behov og smag, og flere ingredienser kan tilsættes, eksempelvis løg, perleløg, skalotteløg, purløg, løgpulver og strimler af peber- eller paprika-frugter. Retten millionbøf er også kendt under bl.a. øgenavnet væltet lokum. Picadillo er en klassisk latinamerikansk ret, som minder om millionbøf.